# 阮玉梅
阮玉梅（1949年6月26日—2001年2月17日），臺灣彰化縣彰化市人，護理師，推動臺灣居家護理，去世後獲得第十二屆醫療奉獻獎。

## 生平
1949年6月26日，阮玉梅生於彰化市，祖父阮貝為彰化市仕紳，曾任保正。1967年考入臺灣大學護理系，1971年畢業後於臺北公共衛生教學示範中心接受一年公衛護士訓練，並擔任公衛護士，1975年隨丈夫定居臺中，進入中台醫事技術學院護理系任教。
1987年，時任衛生署保健處科長的陳心耕，有鑑於臺灣大醫院約有三分之一慢性病患可回家休養，但擔憂回家後無法獲得照顧遂留在醫院，於是委託同窗阮玉梅與杜敏世推動居家護理。阮玉梅提議，將這些居家護理人員結合起來，籌組協會，彼此經驗交流，於是1993年1月16日，眾人推阮玉梅為召集人，以「長期照護專業協會」之名向內政部提出申請，在8月28日宣告成立，由阮玉梅成長期照護專業協會的第一、二屆理事長。
原先插鼻胃管、尿管及氣切管病患原並不在居家護理範圍，但為了提升居家護理人員的專業素質，阮玉梅和杜敏世開始規劃訓練課程，讓護理人員進加護病房學插管、到神經內科門診學習生理評估，最後訂出課程及個案訪視實習時數，展開全臺灣居家護理師訓練課程。阮玉梅還號召老人福利聯盟及社福團體成立「社區化長期照護聯盟」，推動相關民生法案，使得老人福利法、身心障礙者保護法法案一一過關。她並廣邀醫師、復健師、營養師等醫療團隊人員加入，像台大醫院家庭醫學科醫師、國立臺北護理學院長期照護研究所所長李世代，就是在阮玉梅的號召下加入長期照護行列。
2000年3月，阮玉梅因久咳不癒，就醫後發現罹患肺癌自知將活不久後，她說也許上天要她轉換跑道，改做安寧療護。2001年2月17日辭世。
2002年，阮玉梅獲得第十二屆醫療奉獻獎。評審委員之一的輔仁大學醫學院副院長蕭淑貞是阮玉梅的大學同窗，她以評審兼同學身份向阮玉梅夫婿翁炳南獻花。她說阮玉梅在班上是第一位交男友、也是第一位結婚，未料竟是第一位辭世，看到阮同學的奉獻，祝福與懷念盡在不言中。